# Boliviaanse rode brulaap
De Boliviaanse rode brulaap (Alouatta sara) is een zoogdier uit de familie van de grijpstaartapen (Atelidae). De wetenschappelijke naam van de soort werd voor het eerst geldig gepubliceerd door Daniel Giraud Elliot in 1910.

## Voorkomen
De soort komt voor in Bolivia.